# Toshihiro Sakai
Toshihiro Sakai (Ashiya, 23 de marzo de 1960) es un obispo católico japonés; pedagogo, escritor y doctor en teología por la Universidad de Navarra. Miembro numerario del Opus Dei, fue ordenado sacerdote en 1988 en el Santuario de Torreciudad (Huesca, España), e incardinado en la Prelatura del Opus Dei. 
Junto al claretiano catalán Josep María Abella, fue nombrado obispo auxiliar de la Arquidiócesis de Osaka-Takamatsu por el Papa Francisco el 2 de junio de 2018, y ordenado obispo el 16 de julio del mismo año, en la Catedral de Osaka. Su nombre de pila es Pablo (Paulus).

## Biografía
Nació el 23 de marzo de 1960 en la ciudad de Ashiya, Japón (Arquidiócesis de Osaka, actual Arquidiócesis de Osaka-Takamatsu). Se licenció en pedagogía en la Osaka Kyoiku University.
Tras haber trabajado como profesor de primaria en Seido Gakuen (Nagasaki), se trasladó a Roma y a Pamplona para realizar sus estudios eclesiásticos. Fue ordenado sacerdote el día 20 de agosto de 1988 en el Santuario de Torreciudad (España).  
Ya en Japón, entre el año 1990 y el 2004 trabajó como capellán del colegio Seido Gakuen. De 2005 a 2010 enseñó en la St. Thomas University, de Osaka. Entre 2007 y 2011 fue miembro del consejo presbiteral de la Arquidiócesis de Osaka (actual Arquidiócesis de Osaka-Takamatsu). Durante los últimos años ha trabajado como capellán de Seido Cultural Center, una residencia universitaria del Opus Dei en Ashiya, director espiritual y director de estudios de la prelatura del Opus Dei en Japón, además de ejercer distintas labores pastorales tanto en la Prelatura del Opus Dei como en la Arquidiócesis de Osaka-Takamatsu. Ha escrito y traducido al japonés diversos libros de espiritualidad.
Su nombramiento como obispo auxiliar de Osaka por el Papa Francisco fue anunciado el 2 de junio de 2018. Fue ordenado obispo por el cardenal (Thomas Aquinas) Manyo Maeda, arzobispo de Osaka el 16 de julio de 2018.